# Pietro Duranti
Pietro Duranti (* 1710 in Rom; † 1786 in Neapel) war Gobelinweber in Neapel.

## Leben
Auf Empfehlung des Architekten Luigi Vanvitelli kam Duranti 1757 nach Neapel, wo er mit der Reorganisation der königlichen Gobelinmanufaktur betraut wurde. So rüstete er die Manufaktur von horizontalen auf vertikale Webstühle um, die bereits 1753 von Michelangelo Cavanna aus Mailand eingeführt worden waren.
Er verpflichtete eine Reihe begabter Tapissiere aus Turin und Rom und Maler aus Neapel, die Vorlagen für Teppiche zu liefern hatten, unter ihnen Giuseppe Bonito, Alessandro und Fedele Fischetti sowie Antonio Dominici und andere.
Sein Hauptwerk ist der aus drei Serien bestehende 30-teilige Zyklus mit „Szenen aus dem Leben des Don Quijote“ (1758–1778) und eine siebenteilige Serie „Amor und Psyche“ (1783–1786). Die meisten der von ihm gewebten Teppiche wurden von Napoleon Bonaparte nach Paris geschafft und nicht an Neapel zurückgegeben.

## Werke (Auswahl)
- Chiesa di San Carlo alle Mortelle (Palermo): Wandteppiche (1763–57)
- Palazzo Reale (Neapel): Saal V. “Raub der Proserpina” (1763) und Saal XXII. “Amor und Psyche” (1786) nach einem Entwurf von Alessandro und Fedele Fischetti, sowie „Allegorie der Unschuld“ und „Allegorie der Fruchtbarkeit“ (1766) nach Entwürfen von Giuseppe Bonito.
- Quirinalspalast (Rom): Zwei Wandteppiche aus der Serie „Don Quijote“ (1789 und 1770)